# Lygropia pompusalis
Lygropia pompusalis là một loài bướm đêm trong họ Crambidae.